# 맨스플레인
맨스플레인(mansplain)은 남자(man)와 설명하다(explain)을 결합한 단어로, 대체로 남자가 여자에게 잘난 체하며 아랫사람 대하듯 설명하는 것을 말한다. 《애틀랜틱》의 릴리 로스먼은 맨스플레인을 "흔히 남자가 여자에게, 설명을 듣는 사람이 설명을 하는 사람보다 많이 알고 있다는 사실을 무시하고 설명하는 것"으로 정의하였고, 리베카 솔닛은 남성의 "과잉 확신과  무지함"의 결합으로 일어나는 현상에 속한다고 보았다.
이 신조어는 여러 곳에서 동시에 사용했기 때문에 그 발단을 정확히 규명하기 어렵다. 솔닛은 〈설명하는 남자〉라는 제목의 에세이에서 파티에서 만난 한 남성과의 일화를 소개한다. 남성이 솔닛이 책을 썼다는 걸 들었다고 말하자 그녀는 최근에 에드워드 마이브리지에 관한 책을 썼다고 대답하는데, 남성이 그녀의 말을 뚝 끊고 "마이브리지에 대한 중요한 책이 올해 출간된 걸 아느냐"고 질문하였다. 그녀가 그 책의 저자일 것이라는 사실을 인지하지 못했던 것이다. 이 단어는 오래 전부터 있던 개념과 자주 있던 경험들을 표현하기 위해 페미니스트 블로거들 사이에서 빠르게 유행하기 시작했고, 주류 정치 논의에까지 퍼져나갔다.
맨스플레인은 《뉴욕 타임스》의 2010년 올해의 단어 중 하나로 선정되었고, 미국 언어 연구회의 2012년 가장 창조적인 단어 후보에도 올랐으며, 2014년에는 온라인 《옥스퍼드 사전》에 등재되었다. 또한, 비슷한 맥락을 가진 "화이츠플레인(whitesplain)", "라이츠플레인(rightsplain)" 같은 단어도 생겨났다. 일부 논평자들은 이 단어가 널리 남용, 과용되면서 본래의 의미를 잃게 되어, 일부 실제 사례 중에서 역효과를 내거나 심지어 격앙된 반응을 일으킨다고 주장하였다.

## 같이 보기
- 사회언어학
- 성 차별